# Nederlands landskampioenschap voetbal 1914/15
Het Nederlands landskampioenschap voetbal van het seizoen 1914/15 werd beslist via de kampioenscompetitie met Sparta als winnaar.

## Algemeen
Het Nederlandse voetbal was opgesplitst in drie regio's, waarvan de kampioenen een volledige competitie tegen elkaar speelden voor de beslissing van het landskampioenschap. Kampioen van de Oostelijke was Vitesse, Wilhelmina van Zuid, en van de Westelijke Sparta. Doordat het kampioenschap van de afdeling Zuid niet als officieel werd verklaard, mocht Wilhelmina uit 's-Hertogenbosch niet deelnemen aan de kampioenscompetitie. Dit was vanwege de mobilisatie. Als gevolg hiervan speelden Vitesse en Sparta zoals vaker voorheen werd gedaan een play off.
| Wedstrijd        | Uitslagen           |
| ---------------- | ------------------- |
| Vitesse - Sparta | 2 - 1, 1 - 4, 0 - 3 |

## Eindstanden

### Eerste Klasse Oost
| Positie | Club               | WG | W | G | V  | DV | DT | P  |                     |
| 1       | Vitesse            | 14 | 8 | 4 | 2  | 44 | 22 | 20 | Kampioenscompetitie |
| 2       | Go Ahead           | 14 | 8 | 2 | 4  | 32 | 24 | 18 |                     |
| 3       | UD                 | 14 | 6 | 4 | 4  | 31 | 26 | 16 |                     |
| 4       | Tubantia           | 14 | 6 | 4 | 4  | 23 | 24 | 16 |                     |
| 5       | Robur et Velocitas | 14 | 6 | 2 | 6  | 48 | 36 | 14 |                     |
| 6       | Quick              | 14 | 4 | 6 | 4  | 31 | 35 | 14 |                     |
| 7       | GVC                | 14 | 3 | 2 | 9  | 21 | 38 | 8  |                     |
| 8       | Be Quick Zutphen   | 14 | 3 | 0 | 11 | 19 | 44 | 6  |                     |

### Eerste Klasse West
| Positie | Club     | WG | W  | G | V  | DV | DT | P  |                     |
| 1       | Sparta   | 18 | 13 | 2 | 3  | 61 | 26 | 28 | Kampioenscompetitie |
| 2       | HFC      | 18 | 11 | 2 | 5  | 48 | 25 | 24 |                     |
| 3       | HVV      | 18 | 11 | 2 | 5  | 58 | 32 | 24 |                     |
| 4       | Haarlem  | 18 | 8  | 3 | 7  | 32 | 38 | 19 |                     |
| 5       | UVV      | 18 | 6  | 5 | 7  | 22 | 31 | 17 |                     |
| 6       | DFC      | 18 | 7  | 3 | 8  | 26 | 44 | 17 |                     |
| 7       | Hercules | 18 | 6  | 4 | 8  | 28 | 32 | 16 |                     |
| 8       | VOC      | 18 | 6  | 4 | 8  | 26 | 34 | 16 |                     |
| 9       | HBS      | 18 | 5  | 3 | 10 | 23 | 37 | 13 |                     |
| 10      | Quick    | 18 | 2  | 2 | 14 | 22 | 47 | 6  |                     |

Nederlands landskampioenschap

1888/89 · 
1889/90 ·
1890/91 ·
1891/92 ·
1892/93 ·
1893/94 ·
1894/95 ·
1895/96 ·
1896/97 ·
1897/98 ·
1898/99 ·
1899/00 ·
1900/01 ·
1901/02 ·
1902/03 ·
1903/04 ·
1904/05 ·
1905/06 ·
1906/07 ·
1907/08 ·
1908/09 ·
1909/10 ·
1910/11 ·
1911/12 ·
1912/13 ·
1913/14 ·
1914/15 ·
1915/16 ·
1916/17 ·
1917/18 ·
1918/19 ·
1919/20 ·
1920/21 ·
1921/22 ·
1922/23 ·
1923/24 ·
1924/25 ·
1925/26 ·
1926/27 ·
1927/28 ·
1928/29 ·
1929/30 ·
1930/31 ·
1931/32 ·
1932/33 ·
1933/34 ·
1934/35 ·
1935/36 ·
1936/37 ·
1937/38 ·
1938/39 ·
1939/40 ·
1940/41 ·
1941/42 ·
1942/43 ·
1943/44 ·
1944/45 ·
1945/46 ·
1946/47 ·
1947/48 ·
1948/49 ·
1949/50 ·
1950/51 ·
1951/52 ·
1952/53 ·
1953/54
Betaald voetbal

Eerste klasse 1954/55 ·
Hoofdklasse 1955/56
Eredivisie

1956/57 · 1957/58 · 1958/59 · 1959/60 · 1960/61 · 1961/62 · 1962/63 · 1963/64 · 1964/65 · 1965/66 · 1966/67 · 1967/68 · 1968/69 · 1969/70 · 1970/71 · 1971/72 · 1972/73 · 1973/74 · 1974/75 · 1975/76 · 1976/77 · 1977/78 · 1978/79 · 1979/80 · 1980/81 · 1981/82 · 1982/83 · 1983/84 · 1984/85 · 1985/86 · 1986/87 · 1987/88 · 1988/89 · 1989/90 · 1990/91 · 1991/92 · 1992/93 · 1993/94 · 1994/95 · 1995/96 · 1996/97 · 1997/98 · 1998/99 · 1999/00 · 2000/01 · 2001/02 · 2002/03 · 2003/04 · 2004/05 · 2005/06 · 2006/07 · 2007/08 · 2008/09 · 2009/10 · 2010/11 · 2011/12 · 2012/13 · 2013/14 · 2014/15 · 2015/16 · 2016/17 · 2017/18 · 2018/19 · 2019/20 · 2020/21 · 2021/22 · 2022/23 · 2023/24 · 2024/25